# ترور مالکوم ایکس

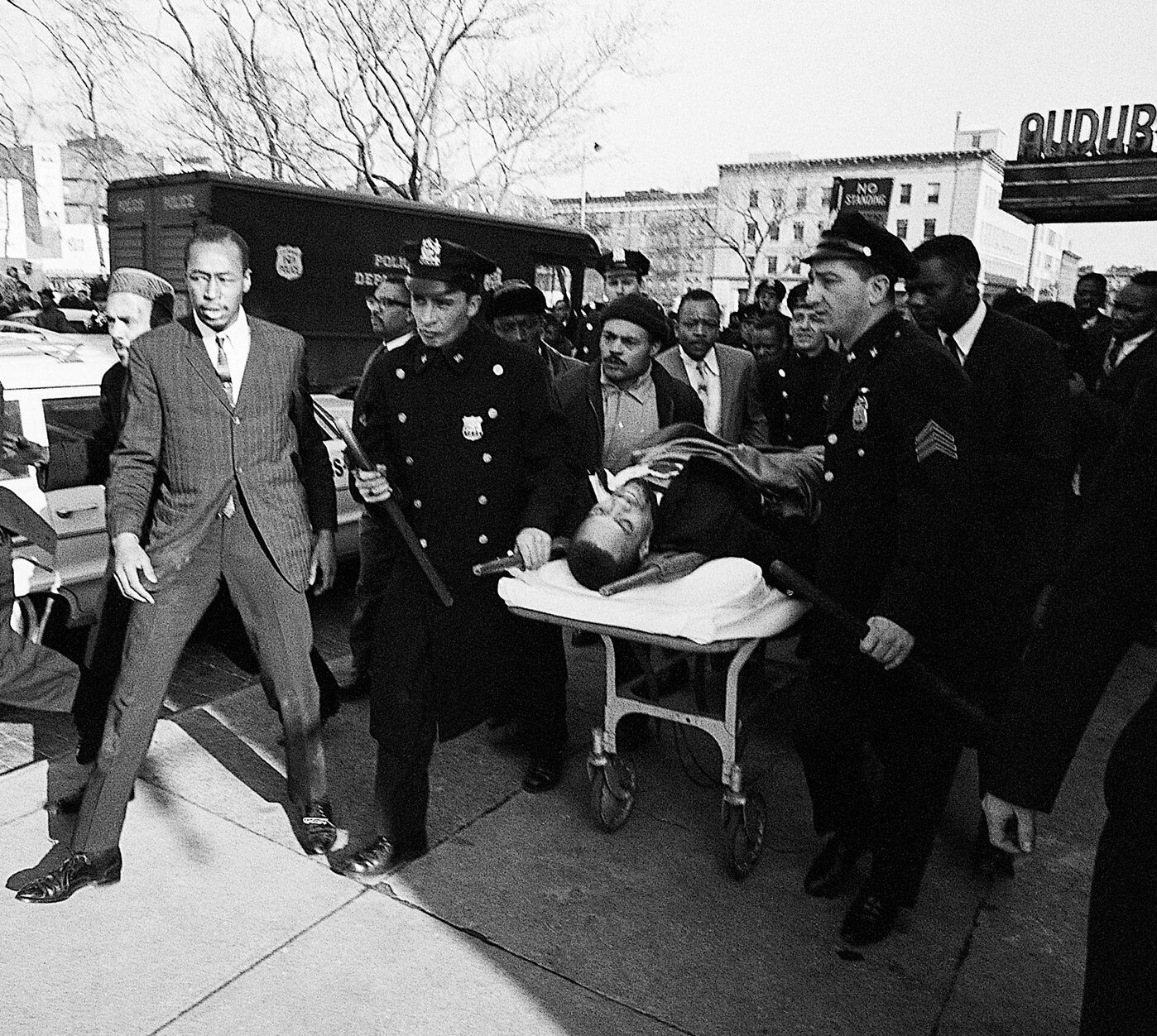
مالکوم ایکس بر روی استرچر، ۲۲ فوریه ۱۹۶۵‏

مالکوم ایکس، رهبر مسلمان آفریقایی-آمریکایی و فعال حقوق بشر که چهره‌ای شناخته‌شده در جنبش حقوق مدنی بود، در ۲۱ فوریه ۱۹۶۵، در سن ۳۹ سالگی در منهتن، شهر نیویورک، هدف شلیک‌های متعدد قرار گرفت و بر اثر جراحات وارده درگذشت. این حادثه زمانی رخ داد که او در حال آماده شدن برای سخنرانی در سازمان وحدت آفریقایی-آمریکایی در سالن اجتماعات آدوبون در محلهٔ واشینگتن هایتس بود.
سه عضو جنبش امت اسلام به نام‌های محمد عبدالعزیز، خلیل اسلام و توماس هیگن به قتل او متهم، محاکمه و به حبس ابد با مدت نامعین محکوم شدند، اما در نوامبر ۲۰۲۱، عبدالعزیز و اسلام تبرئه شدند.

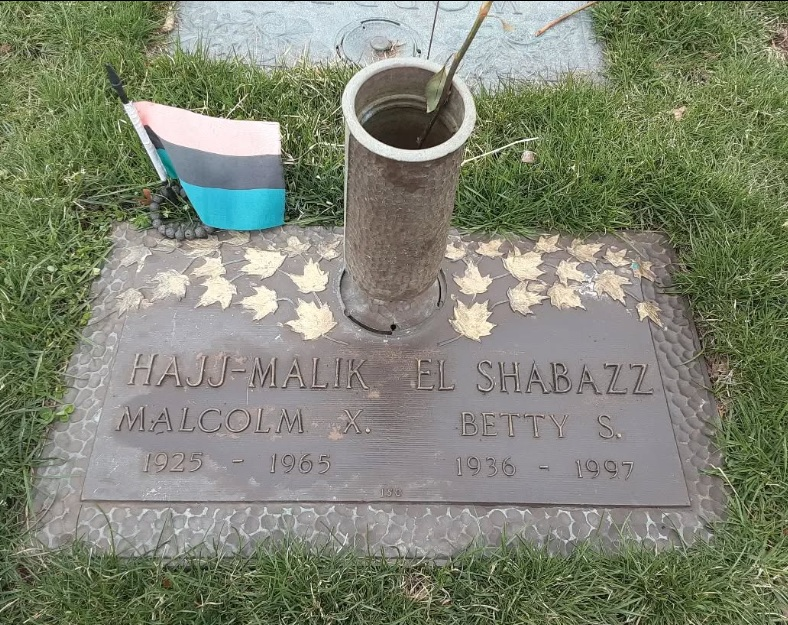
قبر مالکوم ایکس و همسرش

برای دهه‌ها پس از این ترور، گمانه‌زنی‌هایی در مورد اینکه آیا این ترور توسط اعضای ارشد یا دیگر اعضای ملت اسلام، یا توسط نهادهای امنیتی و اطلاعاتی همچون اف‌بی‌آی و سیا طراحی یا حمایت شده بود، ادامه داشته است. این ترور یکی از چهار ترور مهم در دهه ۱۹۶۰ در ایالات متحده محسوب می‌شود؛ کمتر از دو سال پس از ترور جان اف. کندی در سال ۱۹۶۳، و سه سال پیش از ترورهای مارتین لوتر کینگ جونیور و رابرت اف. کندی در سال ۱۹۶۸.
در طول سال ۱۹۶۴، تنش‌های میان مالکوم ایکس و گروه «ملت اسلام» (Nation of Islam یا NOI) شدت گرفت و او بارها تهدید شد. اختلاف او با این گروه و رهبر آن، الیجا محمد، پس از آن بالا گرفت که مالکوم ایکس اظهارنظرهای تحریک‌آمیزی دربارهٔ ترور رئیس‌جمهور جان اف. کندی مطرح کرد و همچنین روابط جنسی الیجا محمد با چندین دختر نوجوان را محکوم نمود. در مارس ۱۹۶۴، مالکوم ایکس به‌طور رسمی جدایی خود از ملت اسلام را اعلام کرد.

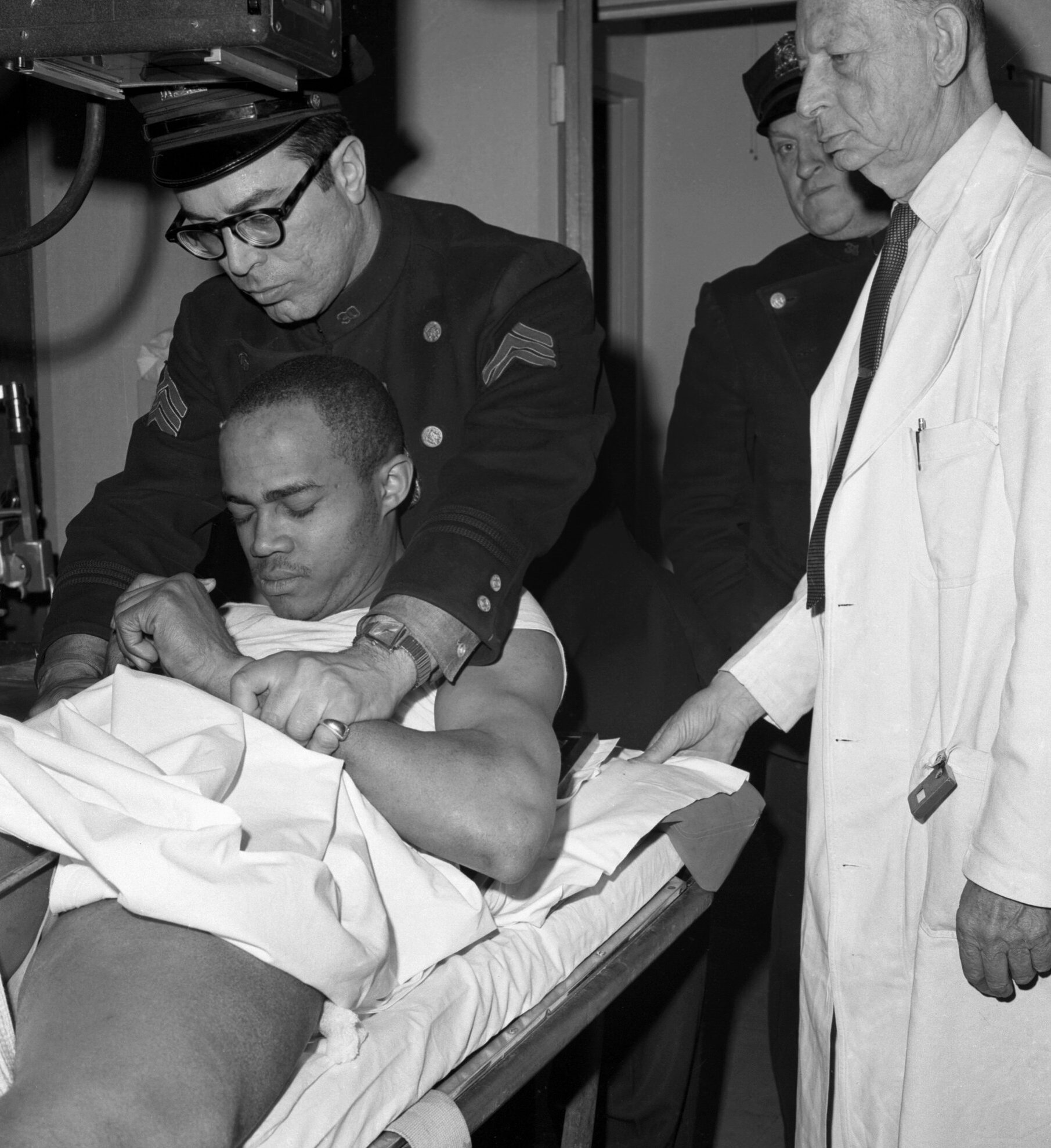
توماس حسن قاتل مالکوم ایکس از اعضای جنبش امت اسلام؛ پس از بازداشت، ۲۲ فوریه ۱۹۶۵‏

در فوریه همان سال، یکی از رهبران معبد شماره هفت (Temple Number Seven) دستور بمب‌گذاری در خودروی مالکوم ایکس را صادر کرد. در ماه مارس، الیجا محمد به لوییس ایکس (که بعدها به لوییس فراخان شناخته شد)، وزیر شهر بوستون، گفت که «منافقانی مانند مالکوم باید سرشان از تن جدا شود»؛ در نسخه ۱۰ آوریل از نشریه *Muhammad Speaks*، کاریکاتوری منتشر شد که سر قطع‌شده و در حال جهش مالکوم ایکس را نشان می‌داد.
در تاریخ ۸ ژوئن، شنود اف‌بی‌آی مکالمه‌ای تلفنی را ضبط کرد که در آن به بتی شاباز (همسر مالکوم ایکس) گفته شد شوهرش «به‌زودی کشته خواهد شد». چهار روز بعد، یکی از خبرچین‌های اف‌بی‌آی گزارشی دریافت کرد مبنی بر این‌که «قرار است مالکوم ایکس حذف شود». در همان ماه، ملت اسلام برای بازپس‌گیری خانه مالکوم ایکس در منطقه ایست المهرست در کویینز، نیویورک، شکایت حقوقی تنظیم کرد. دادگاه دستور تخلیه خانه را صادر کرد، اما در شب ۱۴ فوریه ۱۹۶۵—یعنی شب قبل از جلسه دادگاه برای تعویق این حکم—خانه بر اثر آتش‌سوزی از بین رفت.